# Kino Moskwa w Kielcach
Kino Moskwa – najstarsze nadal istniejące kieleckie kino.

## Historia kina
Przed II wojną światową nosiło nazwę „Palace”, tuż po wojnie „Bałtyk”. Pierwszy seans filmowy odbył się tu w 1926 roku. Mieści się w ścisłym centrum miasta na ulicy Staszica, obok jest główny miejski deptak, czyli ulica Henryka Sienkiewicza. 
Budynek jest własnością gminy, mieści dwie sale kinowe oraz kawiarnię. Sala główna liczy 396 miejsc a sala studyjna z miejscami dla 55 osób. Główna sala kina „Moskwa”  jest wyposażona w system dźwięku Dolby Digital Surround EX, ekran Perlux II o powierzchni 40 m² oraz fotele hiszpańskiej firmy Figueras. Akustyka sali pozwala wykorzystać ją jako miejsce konferencji, szkoleń i wydarzeń artystycznych. Sprzęt nagłaśniający znajdujący się w głównej sali potrafi obsłużyć dźwięk w formacie Dolby Digital Surround EX, natomiast w sali studyjnej w formacie Dolby Surround. Repertuar dużej sali stanowią głównie filmy komercyjne, przeznaczone dla szerokiego grona publiczności. Sala studyjna ma charakter sali wielofunkcyjnej. Wyposażenie małej sali to: fotele Figueras, cyfrowy system projekcji i dźwięku, klimatyzacja. Projekcje w sali koncentrują się na filmach artystycznych, europejskich. 
Obie sale, poza prezentowaniem repertuaru filmowego, wykorzystywane są także do organizowania pokazów, przeglądów, konferencji, spotkań firmowych oraz szkoleń. Organizowane są pokazy filmów artystycznych, niekomercyjnych, dokumentalnych i mniej znanych. Odbywają się tutaj także przeglądy filmów alternatywnych oraz premiery filmowe.
W 2019 roku przed kinem odsłonięto ławeczkę filmoznawcy i animatora kultury Andrzeja Koziei.